# Elias Loomis
Elias Loomis, född 7 augusti 1811 i Willington, Connecticut, död 15 augusti 1889 i New Haven, Connecticut, var en amerikansk matematiker, meteorolog och astronom.
Loomis var professor i naturvetenskap vid Yale College i New Haven. Han bestämde medelst telegrafen längdskillnaden emellan New York och andra städer samt den elektriska strömmens hastighet och skrev om stormarna, norrskenets periodicitet, förhållandet emellan barometriska maxima och minima med mera samt författade mycket spridda läroböcker i matematik.